# Maximilian Mechler
Maximilian Mechler (né le 3 janvier 1984 à Isny im Allgäu) est un sauteur à ski allemand actif depuis 2000.

## Carrière
Il débute en Coupe du monde en janvier 2000. Il marque ses premiers points en 2003 avec une 7e place à Sapporo. Il obtient finalement son premier podium quelques mois plus tard en se classant troisième du concours de Trondheim.
Lors des Championnats du monde de vol à ski 2012, il remporte la médaille d'argent à l'épreuve par équipes.
Il met fin à sa carrière sportive en 2014.

## Palmarès

### Championnats du monde de vol à ski
| Épreuve / Édition | Planica 2004 | Vikersund 2012 |
| Individuel        | 30e          | 23e            |
| Par équipes       |              | Argent         |

### Championnats du monde junior
| Épreuve / Édition | Karpacz-Szklarska 2001 | Schonach 2002 |
| Individuel        |                        | 10e           |
| Par équipes       | Bronze                 |               |

### Coupe du monde
- Meilleur classement général : 27e en 2004 et 2012.
- 1 podium individuel : 1 troisième place.
- 4 podiums par équipes dont une victoire.

#### Différents classements en Coupe du monde
| Année     | Classement général final |
| 2002-2003 | 46e                      |
| 2003-2004 | 27e                      |
| 2004-2005 | 46e                      |
| 2008-2009 | 75e                      |
| 2009-2010 | 74e                      |
| 2010-2011 | 58e                      |
| 2011-2012 | 27e                      |
| 2012-2013 | 43e                      |